# Forte do Pesqueiro dos Meninos (Vila de São Sebastião)

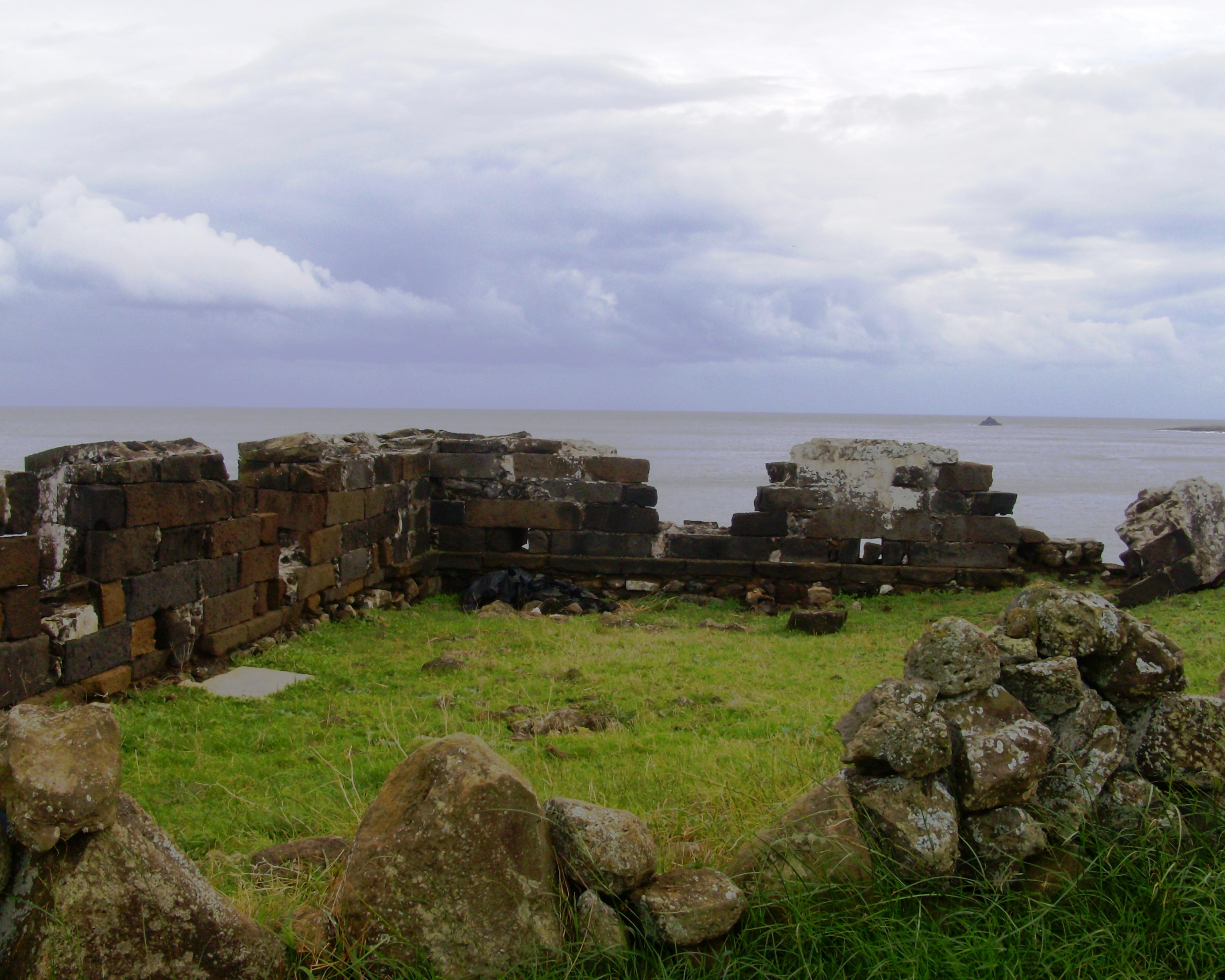
Forte do Pesqueiro dos Meninos, Terceira.

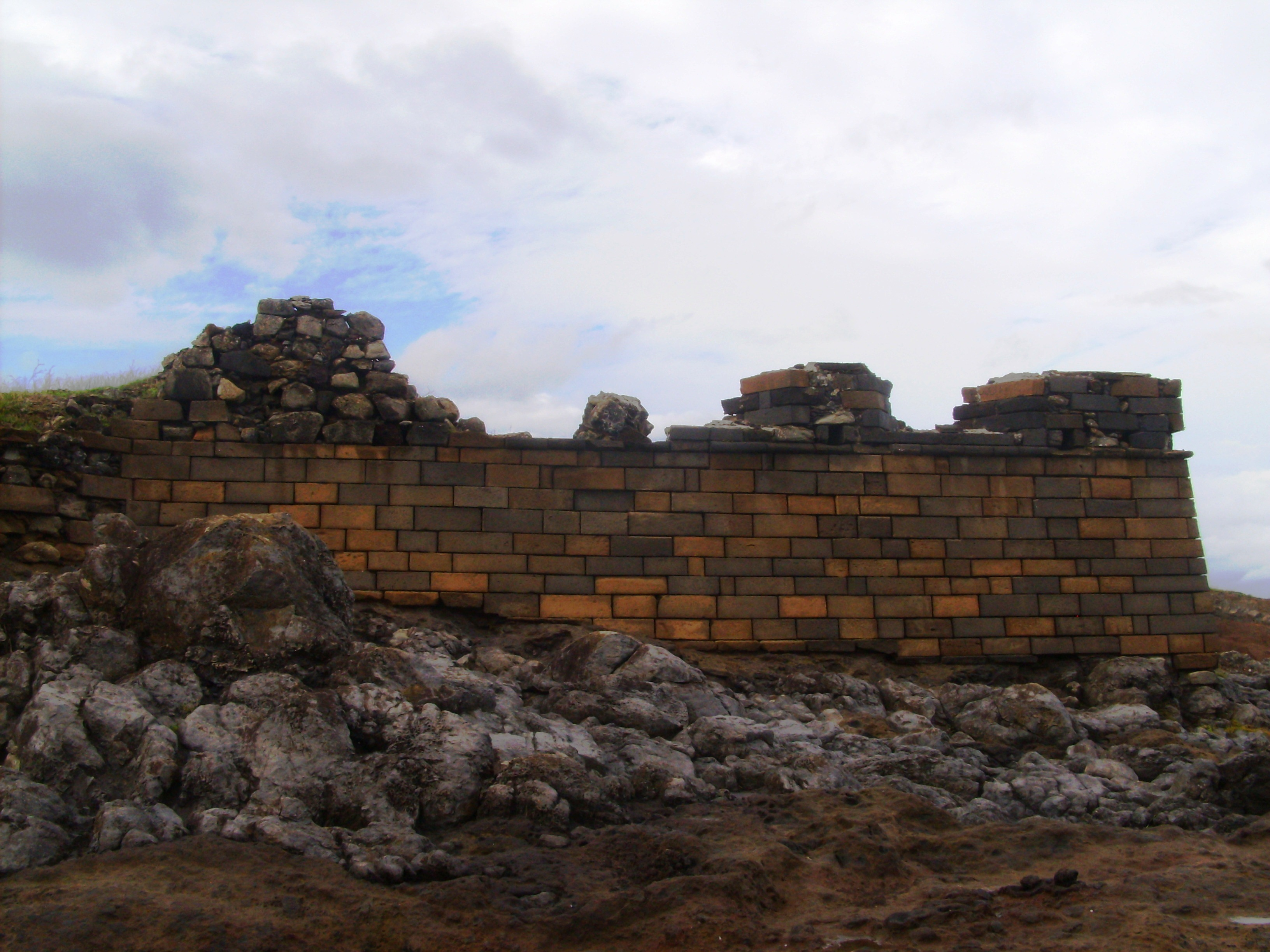
Forte do Pesqueiro dos Meninos.

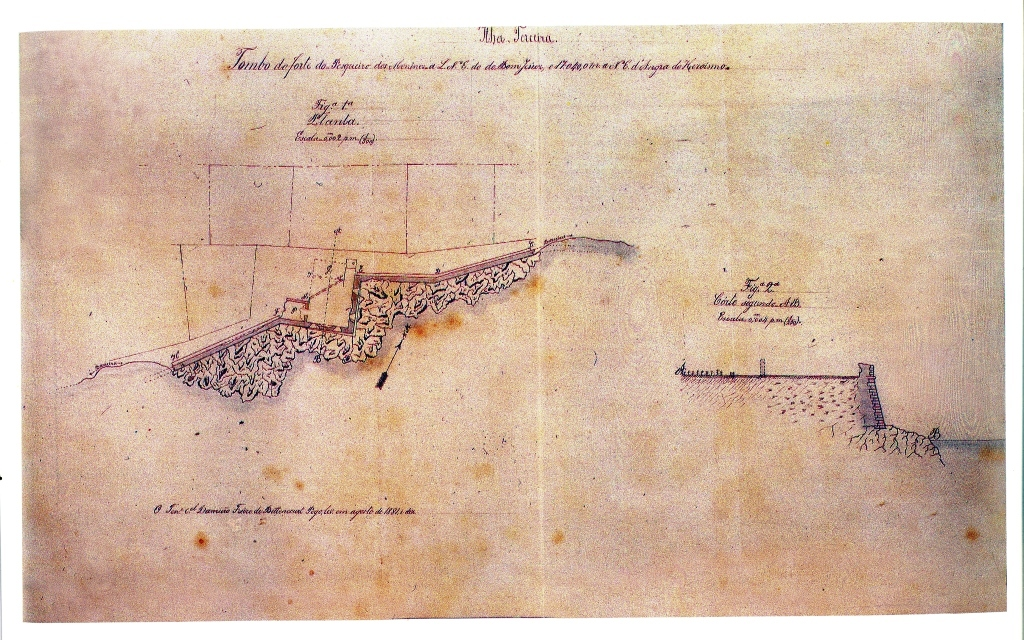
Forte do Pesqueiro dos Meninos (Damião Pego, Agosto de 1881).

O Forte do Pesqueiro dos Meninos localiza-se na freguesia da Vila de São Sebastião, concelho de Angra do Heroísmo, na costa sul da ilha Terceira, nos Açores.
Em posição dominante sobre este trecho do litoral, constituiu-se em uma fortificação destinada à defesa deste ancoradouro contra os ataques de piratas e corsários, outrora frequentes nesta região do oceano Atlântico. Cruzava fogos com o Forte do Bom Jesus (à sua direita) e com o antigo Forte do Porto Novo (ou de São Sebastião), desaparecido, para defesa da baía do Porto Novo.

## História
Foi uma das fortificações erguidas na Terceira no contexto da crise de sucessão de 1580 pelo então corregedor dos Açores, Ciprião de Figueiredo e Vasconcelos, conforme o plano de defesa da ilha elaborado por Tommaso Benedetto em 1567, após o ataque do corsário francês Pierre Bertrand de Montluc ao Funchal (outubro de 1566), intentado e repelido em Angra no mesmo ano (1566):
"Não havia naquele tempo [Crise de sucessão de 1580] em toda a costa da ilha Terceira alguma fortaleza, excepto aquela de S. Sebastião, posto que em todas as cortinas do sul se tivessem feito alguns redutos e estâncias, nos lugares mais susceptíveis de desembarque inimigo, conforme a indicação e plano do engenheiro Tomás Benedito, que nesta diligência andou desde o ano de 1567, depois que, no antecedente de 1566, os franceses, comandados pelo terrível pirata Caldeira, barbaramente haviam saqueado a ilha da Madeira, e intentado fazer o mesmo nesta ilha, donde parece que foram repelidos à força das nossas armas." 
A seu respeito, DRUMMOND registou: "Mais adiante [do Forte do Bom Jesus], e na baía de Porto Novo, edificou-se o forte denominado Pesqueiro dos Meninos; (...)"
Esteve guarnecido com tropas luso-francesas, na previsão da expedição de D. Álvaro de Bazán, aí intentar o desembarque (1583).
No contexto da Guerra da Sucessão Espanhola (1702-1714) encontra-se referido como "O Reduto do Pesqueiro dos Meninos." na relação "Fortificações nos Açores existentes em 1710".
Com a instalação da Capitania Geral dos Açores, o seu estado foi assim reportado em 1767:
"12º - Forte do Pesqueiro dos meninos. Foi reformado de novo; tem quatro canhoneiras e quatro peças de ferro boas com seus reparos capazes e para se guarnecer precisa quatro artilheiros e dezeseis auxiliares."
Encontra-se referido como "11. Forte de Pesqueiro dos Meninos" no relatório "Revista aos fortes que defendem a costa da ilha Terceira", do Ajudante de Ordens Manoel Correa Branco (1776), que apenas assinala: "Tambem se acha redificado de novo, náo careçe de obra algua."
No contexto da Guerra Civil Portuguesa (1828-1834) foi restaurado e guarnecido, sendo abandonado ao final do conflito.
A "Relação" do marechal de campo Barão de Bastos em 1862 informa que se encontra incapaz desde muitos anos.
O tombo de 1881 encontrou-o abandonado e em ruínas.
Em nossos dias subsistem troços das antigas muralhas nos lados oeste e sul. A cantaria de pedra da muralha encontra-se bastante erodida, com as argamassas à vista, embora em alguns locais estas já tenham desaparecido. São visíveis restos de argamassa nos lados sul e sueste consolidados na rocha de sustentação.
No lado este são visíveis ainda indícios do que terá sido uma represa de água.

## Características
Mais propriamente um reduto flanqueado, do tipo abaluartado, apresentava planta triangular, adaptado ao terreno, ocupando 279,5 metros quadrados. Em cantaria de pedra, os seus muros eram rasgados por quatro canhoneiras (duas em cada face voltada para o mar). No prolongamento dessas faces, possuía parapeitos destinados a fuzilaria.
No seu interior erguiam-se a casa de guarda e o Paiol, pelo lado de terra.